# 矢作兼
矢作 兼（やはぎ けん 、1971年〈昭和46年〉9月11日 - ）は、日本のお笑いタレント、司会者、YouTuber。おぎやはぎのツッコミ担当。相方は小木博明。プロダクション人力舎所属。

## 略歴
東京都豊島区出身。身長170 cm、体重66 kg。靴のサイズは 24.5センチ。
豊島区立要町小学校（現・豊島区立要小学校）、豊島区立千川中学校を経て、東京都立北野高等学校（現・東京都立板橋有徳高等学校）で小木と知り合う。高校卒業後、ビルのメンテナンス用品を取り扱う貿易会社に就職。「英語ができる」と嘘をついて入社したが、営業成績は優秀であった。上海勤務を経験するなど2年間は、サラリーマンとして生活を送っていた。上海支店長のポストも用意されていたが、自分が担当していた商品に元々興味がなく、だんだんと仕事に嫌気が差し始め、笑いを“仕事”にしようとの意欲が高まる。退社後、23歳の時に高校時代からの友人・小木を誘いコンビを結成。
2006年、『虎の門』話術王決定戦第3回（2006年9月23日）にて準優勝。同年、ACC CM FESTIVALにて演技賞を受賞（NTTドコモ のFOMA のCM）。
2016年12月30日、自身のレギュラーラジオ番組『おぎやはぎのメガネびいき』（TBSラジオ）にて、一般女性（12歳年下）との結婚を発表した。

## 人物
- 生まれは山梨県の富士吉田市。両親の離婚が成立後は、ずっと東京の池袋で育った[7]。
- 大学に進学しなかった理由を「中学が荒れすぎていたから」と語っている[7]。
- 高校3年の時に相方の小木と同じクラスになった際に最初は「気持ち悪いやつだな」と思っていたが、隣の席になってから「もうイチコロだった」という[7]。
- 『ゴッドタン』（テレビ東京）では、私立恵比寿中学の柏木ひなたの大ファンと公言し、自ら公式おじいちゃんとして活動している[7]。
- 名前の「兼」は祖母とお坊さんが命名[7]。
- 2019年8月、同月18日に第一子が誕生した事を同月25日に放送された『ゴッドタン』内で発表し、「朔太郎」（さくたろう）と命名したことを同年9月5日放送の『おぎやはぎのメガネびいき』内で公表した[7]。2023年2月14日には第二子が誕生したことを、同月17日放送の『メガネびいき』内にて公表した[8]。
- 姉と母と仲が良く一緒に海外旅行に行くほど。母の日には友達の花屋さんが自動的に実家に花を贈るという。
- オードリーの2人が独身のころ「彼女がいない」と若林が話したところ「ヤバいよ」「俺は結婚が遅かったけど彼女はずっといたからね」と話し、設楽統に「矢作さんの歴代の彼女はすごい美人」と言われ「顔に均整が取れてるだけ」と話していた。

### 趣味・特技
車や時計、ゴルフ、ビリヤードなど多趣味なことで知られている。愛車は2008年に997型ポルシェ・911カレラ4PDK、2010年にランドローバー・レンジローバー、2012年に『おぎやはぎの愛車遍歴』の企画で購入したロールス・ロイス・シルヴァーシャドウ、2013年にはフィアット・500。
1981年式ハーレーダビッドソンを所有している。2013年春に大型自動二輪車免許を取得したが、2013年8月7日に横浜横須賀道路下り車線のトンネル内を時速60kmで走行中に転倒、右腕の骨折、全身打撲などのけがを負った。
サラリーマン時代に中国に赴任していたため、中国語と英語が堪能。

## 評価
長年交友があるマッコイ斎藤は矢作を「男に凄くモテる男、そういう男なんです」と評価している。同じ所属事務所のオアシズ・光浦靖子は矢作について『テレビブロス』のコラムで、人力舎の人間は皆矢作に憧れていると述べている。また、現場でのおぎやはぎの印象が非常に良いことや、芸人としても信頼が置けると語っている。
親交の深いバナナマン・設楽統は矢作のことを「人付き合いの天才」「矢作さんとしゃべっているとみんな矢作さんのことが好きになる」「誰しも矢作さんに好かれたくなる、そう思わせる才能がある」「ナンバー1のナンバー2（ナンバー2の中で1番の意）」「芸能界の永久パスポートを俺らの世代でもってるのは矢作さんだけ」「可愛いんですよ。抱きしめたくなることが何度かある。矢作さんに惚れてるんでしょうね。心底」と評している。昔から交友のある放送作家のオークラは「矢作さんがムードメーカーなんですよね。矢作さんがいることで場が和むというか。そういう根っからの性格の良さがあるから、なんでもうまくまとまるんですよね」「ネタ見せでみんな他人のネタには笑わなかった時代、人力舎に入った矢作さんは誰よりも他人のネタに笑っていた。いつの間にかみんな矢作さんに笑ってほしくて矢作さんに相談しにいくようになっていた。」と語っている。
雑誌『Quick Japan』の企画「TV・オブ・ザ・イヤー2005 現役放送作家15人が選ぶ本当に面白いTV芸人」にて、エンタテインメント賞を授与される。

## 出演

### 現在の出演番組
レギュラー
- 有吉ゼミ（日本テレビ、2013年10月7日 - ）
- 家、ついて行ってイイですか?（テレビ東京、2014年1月6日 - 27日・2015年10月3日 - ）
- 全国こだわり酒場 多幸飲み紀行（2024年4月16日 - 、BS日テレ）

不定期
- ロンドンハーツ（テレビ朝日）
- アメトーーク!（テレビ朝日）
  - シーズン4（2010年7月4日）
  - ネ申テレビ番外編〜SKE48学院修学旅行〜（2010年9月23日）
  - シーズン7（2011年10月2日）

- 水曜日のダウンタウン（TBS）

### 過去の出演番組
レギュラー
- タモリ倶楽部（テレビ朝日） - 不定期出演・主に進行
- 怒りオヤジ3（テレビ東京、2005年11月17日 - 2009年3月26日）- MC
- 恋愛部活（日本テレビ、2006年10月 - 2007年3月27日）
- スリルな夜 イケメン合衆国（フジテレビ、2007年7月6日 - 2008年3月14日）- MC
- ささるぅ（フジテレビ、2007年10月1日 - 2008年3月31日）- MC
- ようこそ!東池袋ヒマワリ荘（日本テレビ、2012年7月4日 - 9月26日）- マネージャー
- ナカイの窓（日本テレビ） - 不定期出演・ゲストMC
- カメラ置いとくんで、一言どうぞ 〜街中に、カメラ放置してみました〜（テレビ東京、2015年7月6日 - 7月27日）- MC
- 山Pのkiss英語（フジテレビ、2015年7月11日 - 12月25日）- MC
- #nakedEve（カンテレ・フジテレビ、2016年10月25日 - 2017年3月28日） - MC

特番
- テキトーTV（テレビ朝日、2005年3月5日 - 2007年3月3日）
- ブレイクマンデー24 矢作と山崎とイケメンパラダイス（2020年6月30日（29日深夜）、フジテレビ） - MC
  - フジバラナイトFRI 矢作と山崎と（2022年10月22日（21日深夜）フジテレビ） - MC

- THE百人力（2022年8月6日、カンテレ）- MC
- なぁんで昼メシ食いに行くのにこんな時間かけて行くのかなぁ。（2022年9月24日・2023年5月3日・9月27日、テレビ東京）- MC
- 芸能人の前にパパであるべし!PAPAPAダン!!!（2023年10月15日、中京テレビ）- PAPAPA団（MC）

### テレビドラマ
- 燃えろ!!ロボコン 第3話（1999年2月14日、テレビ朝日） - 大宮次郎 役
- 御臨終（2001年6月、日本テレビ shin-D
- 一杯いきますか!!（2008年7月12日、テレビ東京） - カツノ 役
- うぬぼれ刑事（2010年7月 - 9月、TBS） - 穴井貴一 役
- 空飛ぶ広報室 第6話（2013年5月19日、TBS） - 碓氷リュウ 役
- 雨天中止ナイン（2014年5月12日 - 6月2日、テレビ東京） - ヤハギ 役[21]
- 恋する母たち（2020年10月23日 - 12月18日、TBS） - 林シゲオ 役[22]
- サマータイムマシン・ハズ・ゴーン 「あいつのミラクルショット」（2021年10月9日、フジテレビ） - ホリユウマ 役[23]
- 不適切にもほどがある! 第5話・最終話（2024年2月23日・3月29日、TBS） - 笠間 役[24]

### WEB番組
- 矢作と山崎と（2017年3月28日 - 2019年3月29日・2022年3月30日、FOD） - MC
  - 矢作と山崎とイケメンパラダイス (2020年2月7日 - 5月1日（全4回）、FOD） - MC※Amazonプライムなどでは「矢作と山崎と」シーズン2として再配信している。

### CM
- サントリー「BOSS」
- 守護神（映画、2007年）- 声のみ
- 明治製菓「キシリッシュ」
- LIXIL「リクシルって知ッテル?」
- DMM英会話（2014年10月24日 - ）
- キリン「のどごし<生>」（2015年）[25]
- 白猫プロジェクト (芸能界編)

### PV
- 森山直太朗 「日々」（2013年3月27日発売） - 主演
- Silent Siren 「ハピマリ」 （2015年6月10日発売） - 新郎 役

### 舞台
- イルネス共和国（2014年2月22日・23日、銀座博品館劇場）
  - 出演：加藤浩次（極楽とんぼ） / 六角精児 / 矢作兼（おぎやはぎ） / マンボウやしろ / 秋山竜次（ロバート） / 吉村崇（平成ノブシコブシ）
- イルネス製作所〜今世紀最大の発明〜（2015年7月4日・5日、東京グローブ座）
  - 出演：加藤浩次（極楽とんぼ） / 六角精児 / 矢作兼（おぎやはぎ） / マンボウやしろ / 秋山竜次（ロバート） / 吉村崇（平成ノブシコブシ）

### ネット配信
- 矢作とアイクの英会話（YouTube[26]）- 2023年11月12日よりトンツカタンの森本がアイクぬわらの代わりを務めていた。2024年8月24日よりアイクが復帰。

### ウェブラジオ
- 矢作とアイクの英会話～音声版～（2024年9月 - 、GLOWDIA Podcast）[27]